# Netravati
Netravati és un riu del districte de South Kanara (Dakshina Kanara) a Karnataka. Neix a 13° 10′ 15″ N, 75° 26′ 20″ E / 13.17083°N,75.43889°E i desaigua a la mar. està format per la unió de dos rierols a Uppinangadi, un amb el mateix nom Netravati i un altre anomenat Kumardari. Des de Uppinangadi el riu unit corre cap a Mangalore.